# Alive
Alive (Naživu) je druhá část písně I'm Gonna Be Alright, kterou vydala americká zpěvačka Jennifer López. Je to poslední píseň z jejího remixového alba J to tha L-O!: The Remixes, které vyšlo v roce 2002.
V USA se píseň do hitparády Billboard Hot 100 neprobojovala, což se stalo Jennifer López poprvé v kariéře.

## Informace o písni
Píseň byla napsala López společně se svým někdejším manželem Crisem Juddem. Song se objevil i na soundtracku k filmu Dost, kde López hrála hlavní roli.
V písni Alive se zpívá o ženách, které doma prožívají domácí násilí a nejsou schopny se vzepřít svému muži. Píseň se stala jakousi pomyslnou hymnou pro týrané ženy, mnohé z nich to López samy napsaly.
| Prodejnost | Počet  |
| ---------- | ------ |
| Celkem     | 70 000 |

## Úryvek textu
Time goes slowly now in my life
Fear no more of what I'm not sure
Searching to feel your soul
The strength to stand alone
The power of not knowing and letting u go
I guess I've found my way it's simple when its right
Feeling lucky just to be here tonight
And happy just to be me and being alive.
Love, in and out, a mile in my heart,
And though life can be strange I can't be afraid
Searching to feel your soul, the strength to stand alone,
The power of not knowing and letting u go